# Nattō

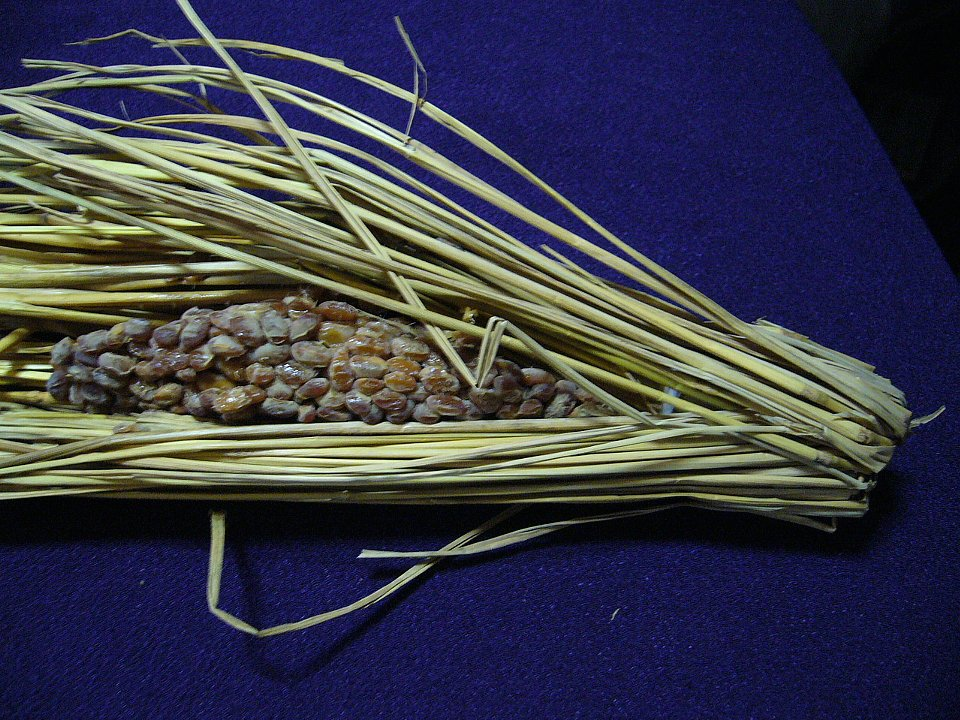
Nattō, traditionell in Reisstroh gewickelt

Nattō (jap. 納豆 oder なっとう) ist ein traditionelles japanisches Lebensmittel aus Sojabohnen. Zur Herstellung werden die Bohnen gekocht und anschließend durch Einwirkung des Bakteriums Bacillus subtilis ssp. natto fermentiert. Dadurch bildet sich ein fädenziehender Schleim um die Bohnen und die Speise bekommt einen starken Geruch. In der traditionellen Zubereitungsart stammen die Bakterien aus Reisstroh, in welches die Bohnen gewickelt werden. Im modernen Herstellungsprozess werden die Bohnen mit Kulturen des Bakteriums beimpft, so dass der Einsatz von Reisstroh nicht notwendig ist. Nattō wird als Beilage zu anderen Gerichten gereicht, als Zutat genutzt und als eigenständige Speise, mit verschiedenen Zutaten gewürzt, verzehrt.

## Herstellung
Für die Herstellung von Nattō werden kleine, getrocknete Sojabohnen mit gleichmäßiger Form und einer glatten Samenschale bevorzugt. Kleinere Bohnen haben eine im Verhältnis zur Masse größere Oberfläche. Dadurch verkürzt sich zum einen die Kochzeit, zum anderen wird angenommen, dass die spätere Fermentierung schneller ins Innere der Bohnen dringt. Durch den höheren Anteil an Kohlenhydraten ist das Endprodukt zudem etwas süßer. Die Bohnen werden zunächst gründlich gereinigt und (meist über Nacht) in Wasser eingeweicht, anschließend weichgekocht und für 20 Minuten getrocknet, oder bei industrieller Herstellung für etwa 30 Minuten bei 121 °C gedämpft.

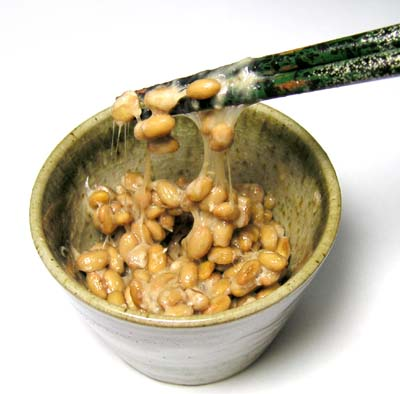
Durch die Fermentierung bildet sich bei Nattō ein fädenziehender Schleim um die Sojabohnen.

Bei der traditionellen Herstellungsmethode werden die gekochten Bohnen anschließend in Reisstroh gewickelt. Das auf dem Stroh vorkommende Bakterium Bacillus subtilis natto bewirkt daraufhin einen Fermentationsprozess. Da das Bakterium isoliert und als Starterkultur bereitgestellt werden konnte, ist diese Vorgehensweise heute nicht mehr notwendig. Die gekochten Bohnen werden mit der Starterkultur geimpft, so dass die Fermentation auch ohne Stroh beginnen kann. Der Fermentationsprozess dauert bei Raumtemperatur etwa einen Tag, diese Zeit kann jedoch auf sechs bis acht Stunden reduziert werden, wenn die Temperatur auf 40 °C bis 43 °C erhöht wird. Die maximale Temperatur, die während des Fermentierungsvorgangs erreicht werden sollte, beträgt 50 °C, ab 55 °C stoppt der Fermentierungsprozess und die Bakterien sterben ab.
Während der Fermentierung werden etwa 50 % der in den Bohnen befindlichen Proteine zersetzt, 20 % davon zu Polypeptiden, die zu den Polyglutaminsäuren zählen und aus Glutaminsäure-Einheiten bestehen. Auf der Oberfläche der Bohnen bildet sich daraus eine fädenziehende, schleimige Substanz, die für das typische Aroma und den Geschmack von Nattō verantwortlich ist. Neben Polyglutaminsäuren wird bei diesem Vorgang eine sehr hohe Menge an Vitamin K2 gebildet, mit 880 µg je 100 g gehört es zu den Lebensmitteln mit den höchsten Anteilen an diesem Vitamin. Es wurde nachgewiesen, dass die Konzentration des Vitamins während der Fermentierung um das 124-fache steigt. Weitere wichtige Inhaltsstoffe, die bei der Fermentierung von Nattō entstehen, sind Vitamine des B-Komplexes, Nattokinase und Dipicolinsäure, Levan, zudem wird Ammoniak gebildet, der bei zu langer Fermentierung eine zu hohe Konzentration annimmt und sich negativ auf den Geschmack auswirkt. Die Gesamtkonzentration des Ammoniaks sollte 0,2 % nicht überschreiten.
Das Aroma der Sojabohnen verändert sich während der Herstellung von Nattō deutlich. Während des Kochens der Bohnen entsteht zunächst ein als „grünlich“ beschriebener Geruch, der typisch für Sojabohnen ist. Dieser Geruch wandelt sich nach etwa drei Stunden Kochzeit in eine süßlichere Note. Beide Aromen verschwinden während der Fermentierung. Der endgültige Geruch wird unter anderem durch Pyrazine beeinflusst, die für charakteristische als verbrannt oder geröstet wahrgenommene Aromen verantwortlich sind. Bereits während des Kochens der Bohnen werden außerdem verschiedene Schwefelverbindungen gebildet, die sich noch nach der Fermentation auf den Geruch auswirken.

### Arten

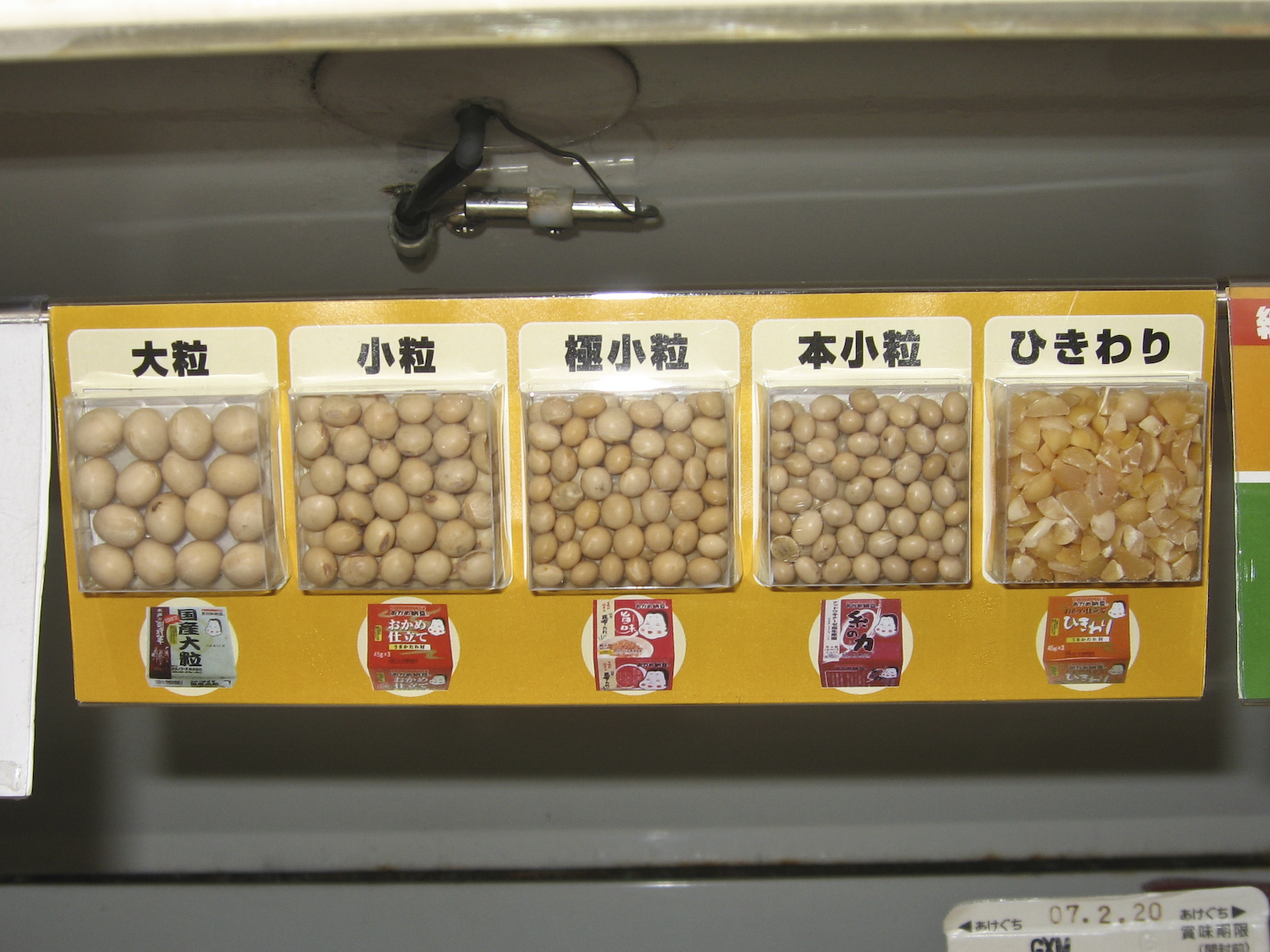
Verschiedene Bohnengrößen und -arten für die Herstellung von Nattō

Vom japanischen Ministerium für Bildung, Kultur, Sport, Wissenschaft und Technologie MEXT werden insgesamt vier verschiedene Arten Nattō nach ihrer Herstellungsweise unterschieden:
- als Itohiki-Nattō (糸引き納豆, deutsch: klebriges Nattō) werden gedämpfte Sojabohnen bezeichnet, die durch Zugabe von Bacillus subtilis ssp. natto fermentieren und dadurch Fäden ziehen.
- Hikiwari-Nattō (挽きわり納豆, deutsch: Nattō aus zerbrochenen Bohnen) ist eine Art von Itohiki-Nattō, welches von der Samenhülle befreite und gespaltene Sojabohnen als Grundzutat verwendet.
- Goto-Nattō (五斗納豆, deutsch: 5 To-Nattō) wird hergestellt, indem Nattō mit Kōji und Speisesalz ein weiteres Mal fermentiert wird. Der Name leitet sich von den Verhältnissen der Zutaten ab: zu 1 Koku (= 10 To = 180 l) Nattō werden je 5 To (= 90 l) Kōji und 5 To Salz gegeben und in Fässern gereift.[11]
- Tera-Nattō (寺納豆, deutsch: Tempel-Nattō), Shiokara-Nattō (塩辛納豆, deutsch: salziges Nattō), Hamanattō (浜納豆) oder speziell in Kyōto auch Daitokuji-Nattō (大徳寺納豆, Nattō des Daitoku-ji) sind mit Kōji beimpfte, gesalzene Sojabohnen, die getrocknet werden.

Da bei letztgenanntem kein Nattō-Bakterium für die Fermentierung verantwortlich ist und sich dadurch auch nicht die typische schleimige Substanz um die Bohnen bildet, werden meist nur die ersten drei Arten zum eigentlichen Nattō gezählt.
Eine weitere Unterscheidung erfolgt nach der Größe der verwendeten Bohnen (vor dem Kochen):
- groß: mindestens 7,9 mm im Durchmesser
- mittel: zwischen 7,3 und 7,9 mm im Durchmesser
- klein: zwischen 5,5 und 7,3 mm im Durchmesser
- extraklein: zwischen 4,9 und 5,5 mm im Durchmesser.

## Verzehr

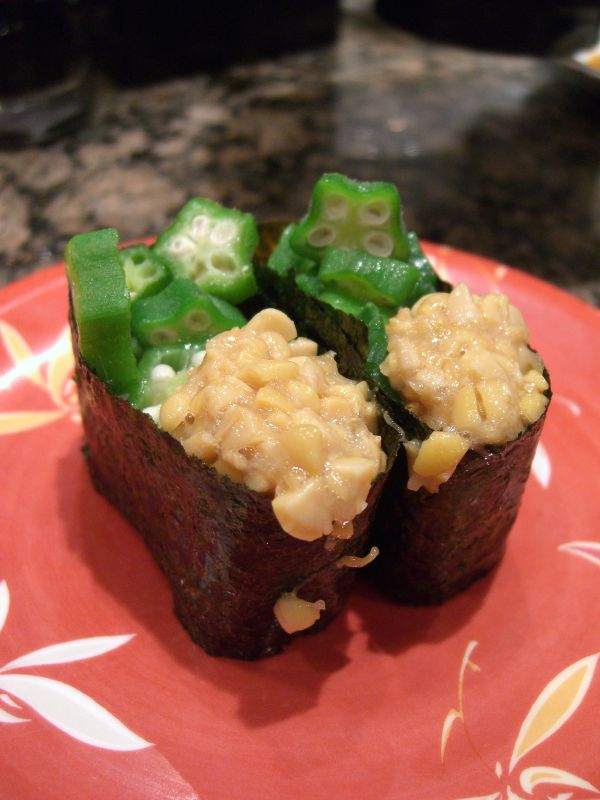
Sushi mit Okra und Nattō

Nattō kann entweder pur oder auf Reis gegessen werden, wird aber oftmals auch zur Zubereitung weiterer Gerichte verwendet. Beim Verspeisen von purem Nattō werden meist noch weitere Zutaten zum Würzen hinzugegeben. In einer Umfrage unter japanischen Nattō-Käufern gaben 87,1 % der Befragten an, die den Packungen beigelegten Saucen (Sojasauce und Senf) als Würzmittel zu verwenden. Weitere häufig zum Nattō gegebene Zutaten sind nach dieser Umfrage Frühlingszwiebeln (55,2 %), Sojasauce (35,0 %) und Ei (25,2 %). Seltener werden auch andere Zutaten wie Kimchi (fermentierter Kohl), Katsuobushi (Flocken von getrocknetem Thunfisch), geriebener Rettich Daikon, Nori-Algen, geröstete Sesamsamen, Mayonnaise, Umeboshi (Salzpflaumen) oder in Stücke geschnittener Thunfisch beziehungsweise Tintenfisch zusammen mit Nattō gegessen.
Die Vorlieben bei Gerichten mit Nattō unterscheiden sich etwas bei der Zubereitung zu Hause und dem Verzehr im Restaurant: In der häuslichen Küche wird von 49,6 % der Befragten aus Nattō Sushi hergestellt (Nattō-Maki), 29,5 % benutzen es als Zutat für Misosuppe, 23,6 % für gebratenen Reis auf chinesische Art, 22,9 % für Eiergerichte, 19,7 % für Udon- oder Soba-Gerichte und 17,8 % für Nattō-Spaghetti. In der Gastronomie hat vor allem Nattō-Sushi Bedeutung: 48,0 % der Befragten gaben an, dieses Gericht zu essen, wenn sie außer Haus Nattō-Speisen essen. Andere Speisen sind deutlich seltener genannt, am zweithäufigsten Tintenfisch-Nattō mit 13,1 %, gefolgt von Thunfisch-Nattō mit 11,0 %. Weitere Gerichte, die sowohl in der häuslichen Küche als auch in der Gastronomie zubereitet werden, sind beispielsweise Nattō-Karē, Nattō-Gyōza oder Nattō-Tōfu.

## Gesundheitliche Wirkung
Die gesundheitsfördernde Wirkung von Nattō ist in der japanischen Volksmedizin seit langem bekannt. Während des Bunroku-Kriegs (1592) habe der aus Kumamoto stammende Krieger Kiyomasa Katō seinen Truppen Nattō gegeben, die dadurch im Gegensatz zu anderen japanischen Kriegern weniger unter Infektionskrankheiten und Verdauungsproblemen gelitten haben sollen. Die erste schriftliche Erwähnung der medizinischen Wirkung wird auf das Jahr 1695 datiert: In dem Buch Benchao Shijian (chinesisch 本朝食鑑 / 本朝食鉴, Pinyin bĕncháo shíjiàn, W.-G. Pen chao shih chien, japanisch Honchō Shokkan, Deutsch: Ein Spiegel der Nahrungsmittel dieser Dynastie), das von dem Japaner Hitomi Hitsudai (人見 必大; um 1642–1701) auf Chinesisch geschrieben wurde, schreibt der Autor über Nattō, dass es beruhigend sei und gegen Magenprobleme helfe, einen guten Appetit fördere sowie entgiftend wirke. Weiterhin wurde ihm Wirksamkeit gegen Cholera, Typhus und Ruhr zugesprochen.
Ein wichtiger Bestandteil, auf den die medizinische Wirkung von Nattō zurückzuführen ist, ist das zu den Serinproteasen gehörende Enzym Nattokinase. Dieses zeigt eine starke fibrinolytische (fibrinspaltende) Wirkung. Durch das reichlich vorhandene Vitamin K2 wird die Knochenbildung angeregt, zudem wird durch die Bildung der Polyglutaminsäuren die Bindung von Kalzium gefördert. Dipicolinsäure besitzt eine antibakterielle Wirkung gegen Stämme von Escherichia coli und Helicobacter pylori. Durch diese Effekte gilt Nattō als wirksam gegen Thromben, Bluthochdruck, Osteoporose und Magengeschwüre.
Nattokinase ist zudem in der Lage, Amyloide genannte Ablagerungen zu zersetzen, die möglicherweise mit Krankheiten wie der Alzheimerschen Krankheit, der Transmissiblen spongiformen Enzephalopathie und systemischer Amyloidose in Verbindung stehen. Bisher noch nicht identifizierte Inhaltsstoffe des Nattō haben einen einschränkenden Effekt auf die interzellulare Kommunikation bestimmter Zelltypen, was möglicherweise die Bildung von Krebs hemmt. Um diese Wirkungen im menschlichen Körper zu entfalten, müsste Nattokinase allerdings aufgenommen werden, wobei es als Protein größtenteils verdaut wird.

## Geschichte

### Etymologie
Die älteste bekannte Verwendung des Begriffs Nattō ist in der Schrift Shin Sarugakki niedergeschrieben und stammt aus dem Jahre 1068. Der Autor Fujiwara no Akihira beschreibt darin das Leben in Japan in seiner Zeit. Er erwähnt dabei Shiokara Nattō (塩辛納豆 ‚salziges Nattō‘). Damit sind jedoch möglicherweise salzige Sojabrocken gemeint, die seit dem 8. Jahrhundert in Japan Verbreitung fanden. Der Begriff Nattō setzt sich aus zwei Kanji zusammen: zum einen 納 (On-Lesung: na), was so viel wie ‚anbieten‘ oder ‚liefern‘ bedeutet, und zum anderen 豆 (On-Lesung: zu oder tō) mit der Bedeutung ‚Bohne‘. Das Buch Benchao Shijian/Honchō Shokkan von Hitomi Hitsudai aus dem Jahr 1695 führt den Begriff Nattō auf nassho (納所) zurück, was in etwa ‚Tempelküche‘ oder wortgetreuer ‚Ort der [Opfer]gaben‘ bedeutet.

### Entstehungslegenden bis zur Edo-Zeit

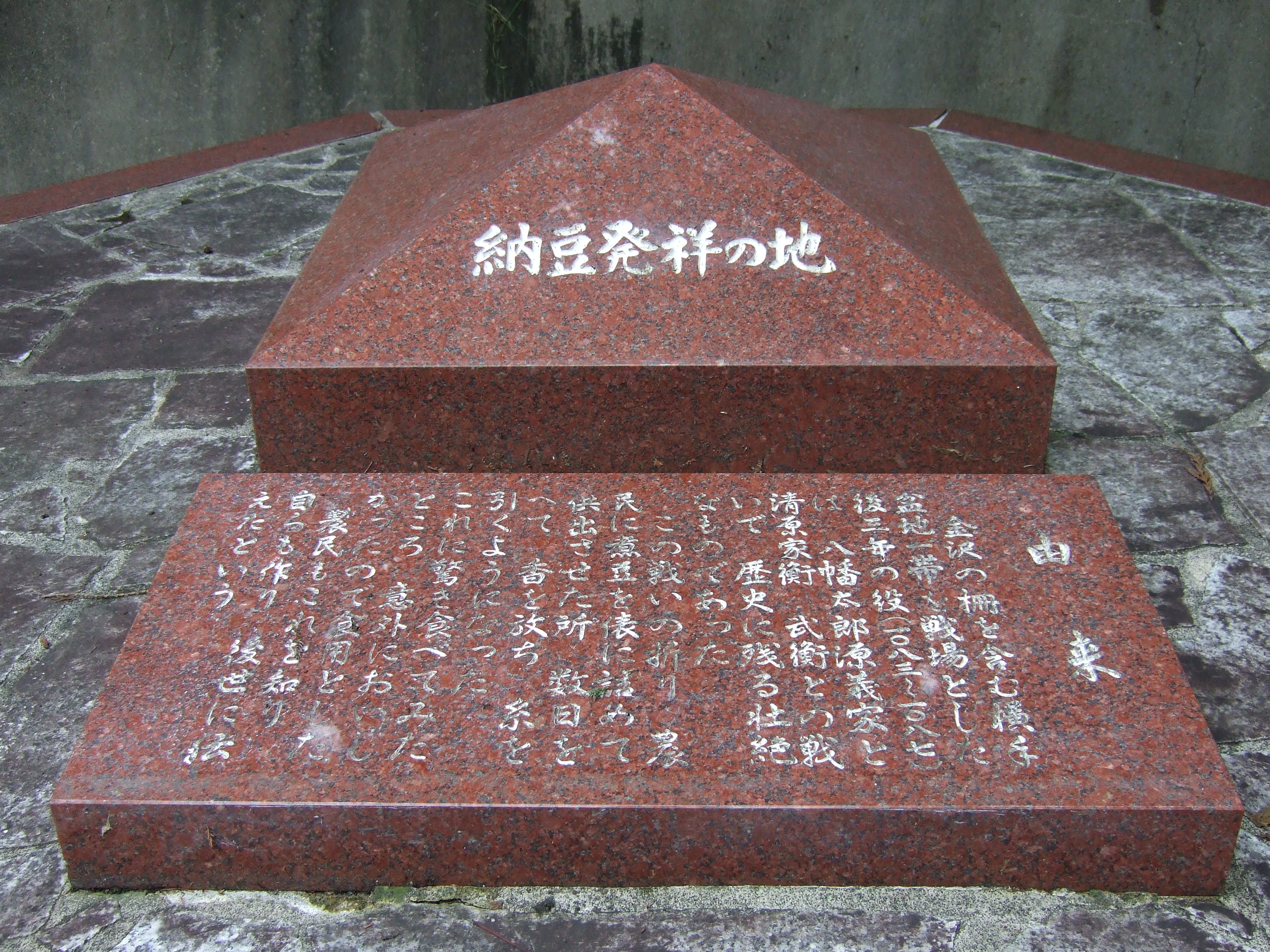
Nattō-Denkmal im Kanezawa-Park in Yokote, Präfektur Akita, Japan, eine der Stätten, an der Nattō erfunden worden sein soll

Zum Ursprung der Nattō-Zubereitung existieren unterschiedliche Theorien. Am weitesten zurück reichen dabei Aussagen, dass bereits während oder gegen Ende der Yayoi-Zeit um 200 n. Chr. alle notwendigen Bedingungen für die Herstellung von Nattō in Japan vorhanden waren: Bakterien, Sojabohnen und Reisstroh. Mit dem Nattō-Bazillus verwandte Bakterien existierten schon vor 3 Mio. Jahren. Ausgrabungen an verschiedenen Stellen in Japan wiesen angebrannte Sojabohnen auf, die auf die späte Yayoi-Zeit oder noch früher datiert wurden. Der Reisanbau in Japan begann um 300 v. Chr. auf Kyūshū im Süden Japans und verbreitete sich im Anschluss in ganz Japan. Nattō könnte also bereits in dieser Zeit per Zufall entstanden sein. Jedoch gibt es für diese Vermutung keinerlei Belege oder darauf verweisende Legenden. Auch die Vermutung, dass Nattō aus chinesischen tan-shih (fermentierte, nicht-salzige Sojabrocken) entstanden ist, kann nicht belegt werden. Diese wurden 754 n. Chr. vom buddhistischen Priester Jianzhen nach Japan gebracht.
Legenden schreiben die Entdeckung von Nattō entweder Shōtoku, einem Kronprinzen aus dem frühen 7. Jahrhundert, oder dem Samurai-General Hachimantarō Yoshiie (1041–1108) aus der Heian-Zeit zu. Shōtoku soll sich ihnen zufolge in einem Dorf namens Warado in der Präfektur Shiga, das berühmt für den Sojabohnenanbau war, aufgehalten haben. Dort hat er angeblich Reste von gekochten Sojabohnen zum Teil seinem Pferd verfüttert und zum Teil in Reisstroh gewickelt an einen Baum gehängt. Am nächsten Tag hatten sich die Bohnen zu Nattō verwandelt, was der Prinz als sehr schmackhaft empfand. Die Zubereitungsweise wurde von den Bewohnern des Dorfs übernommen, der Name des Dorfs wurde bald in Warazuto Mura (Reisstrohhüllen-Dorf) geändert.
Die Legenden um Hachimantarō Yoshiie besagen, dass Nattō entweder im Zenkunen-Krieg (ab 1051) oder dem Gosannen-Krieg (ab 1083) entdeckt wurde. Nach einer Version der Legende wurden die Soldaten von Hachimantarō Yoshiie angegriffen, während sie aßen. Sie verstauten die noch nicht verspeisten gekochten Sojabohnen in Säcken aus Reisstroh und banden diese an die Sättel der Pferde. Einige Tage später hatte sich durch die Körperwärme der Pferde Nattō gebildet. In einer anderen Version der Legende bekam Hachimantarō Yoshiie von den Einwohnern Iwadeyamas Nattō als Dank für die Hilfe im Zenkunen-Krieg. Während des Gosannen-Kriegs soll Hachimantarō Yoshiie den überlebenden Einwohnern der Stadt Sankanbu gekochte Sojabohnen gegeben haben, die er aus Mangel an anderen geeigneten Gefäßen in Reisstroh einwickelte. Nach einigen Tagen bemerkten die Beschenkten, dass sich die Sojabohnen in Nattō verwandelt hatten. Da sie den Geschmack mochten, bereiteten sie daraufhin selbst Sojabohnen auf diese Weise zu.
Bereits in der Heian-Zeit war Nattō vor allem nördlich des heutigen Tokio, besonders in den sechs nordöstlichen Präfekturen Fukushima, Miyagi, Iwate, Aomori, Akita und Yamagata, bekannt. Dazu kamen Gebiete in den Bergen im Inland Kyushus und in der Provinz Tamba nördlich von Kyōto. Während der Muromachi-Zeit (1333–1568) verbreitete sich die Verwendung von Sojasauce in Japan und ersetzte Salz als Würzmittel für Nattō. Neben Nattō fand in dieser Zeit auch Tofu Einzug in die Küchen der Mönche, Samurai und des Adels.
Eine größere Verbreitung hat Nattō auch einem politischen Kontrollinstrument zu verdanken: Durch das 1635 eingeführte sankin kōtai, waren die Daimyō (Fürsten der Feudalzeit Japans) verpflichtet, einen Teil des Jahres in der Hauptstadt Edo zu verbringen. Der damit verbundene Austausch von Kulturen und Bräuchen führte dazu, dass Nattō auch in südlicheren Gegenden und in größeren Städten bekannt wurde.

### Meiji-Zeit bis heute
Die Öffnung Japans zur westlichen Welt am Anfang der Meiji-Zeit (1868–1912) führte zu einem Aufschwung verschiedener Wissenschaften in Japan, so auch der Mikrobiologie, die in den 1870er und 1880er Jahren aus Europa nach Japan kam. Kikuji Yabe veröffentlichte 1894 die erste wissenschaftliche Arbeit über die Fermentation von Nattō und legte damit den Grundstein für die industrielle Nattō-Produktion. Er isolierte insgesamt vier Mikroorganismen (drei Mikrokokken und ein Bacillus) aus Nattō, ohne diese zu benennen oder zu identifizieren.
Einen weiteren wichtigen Beitrag zum mikrobiologischen Verständnis der Nattō-Fermentation lieferte 1905 Shin Sawamura, der zwei Bakterienarten aus Nattō isolierte und zeigte, dass allein eine Beimpfung gekochter Sojabohnen mit diesen Bakterien die Fermentation in Gang setzte. Er benannte die beiden Arten Bacillus natto und Bacillus mesentericus. Es zeigte sich jedoch, dass allein Bacillus natto (später als Bacillus subtilis natto geführt) für die Fermentation ausreicht.
Die Erkenntnisse der Wissenschaft wurden jedoch nicht umgehend in der kommerziellen Nattō-Produktion umgesetzt. Dies führte dazu, dass einige namhafte Hersteller, die Nattō in größerem Stil herstellten, mit zunehmender Produktionsmenge auch mit stärkeren Problemen bei der Steuerung von Temperatur und Sauerstoffgehalt konfrontiert wurden. Die Folge waren zunächst Produktionsausfälle und schließlich oftmals der Bankrott. In dieser Zeit begannen einige Wissenschaftler und ihre Studenten das selbst hergestellte Nattō als Universitäts-Nattō zu verkaufen, um damit einen Nebenverdienst zu erhalten, beispielsweise ab 1912 Shinsuke Muramatsu in Morioka oder später Jun Hanzawa auf Hokkaidō. Jun Hanzawa gelang es, mit einigen Innovationen die Nattō-Produktion zu verbessern und stärker zu industrialisieren. 1919 entwickelte er reine Bakterienkulturen, die in der industriellen Herstellung als Starter zur Beimpfung von gekochten Sojabohnen genutzt werden konnten, was die Verwendung von Reisstroh überflüssig machte. Zudem stellte er neue, hygienischere Nattō-Verpackungen aus Kiefernholz vor, auch ein verbesserter Inkubationsraum für die Produktion wurde von ihm entworfen.
Weitere Änderungen im industriellen Herstellungsprozess erfolgten in den 1970er Jahren. Zum einen wurden die Bohnen unter Hochdruck gekocht, was die Kochzeit auf 20 bis 30 Minuten reduzierte. Zum anderen wurden Verpackungen aus Polystyrol und Polyethylen eingeführt, in denen die beimpften Sojabohnen fermentieren können. In dieser Zeit erschienen auch einige neue Nattō-Produkte auf dem Markt, beispielsweise Nattō mit Mandeln, geräuchertes Nattō mit Weizenkleie, Nattō mit Kombu und Nattō auf Basis von Gerste oder braunem Reis.

### Wahrnehmung in der westlichen Welt
Erste Erwähnungen von Nattō in westsprachlicher Literatur stammen aus dem frühen 17. Jahrhundert. Das von Jesuiten herausgegebene japanisch-portugiesische Wörterbuch Vocabulario da lingoa de Iapam, com a declaraçáo em Portugues von 1603 ist wahrscheinlich die früheste Erwähnung einiger auf Sojabohnen basierender Lebensmittel – unter anderem auch von Nattō – in einer europäischen Sprache. Nattō wird dort als eine Art Lebensmittel beschrieben, das durch kurzes Kochen von Körnern oder Samen und anschließendes Lagern in einer Inkubationskammer hergestellt wird. Neben Nattō erwähnt das Buch auch Nattōjiru (Misosuppe mit Nattō).
In englischer Sprache wird Nattō erstmals in der ersten Auflage des japanisch-englischen Wörterbuchs von James Curtis Hepburn von 1867 erwähnt und als „ein aus Sojabohnen hergestelltes Lebensmittel“ beschrieben; die zweite Auflage des Wörterbuchs von 1872 enthält ebenfalls diese Beschreibung unverändert. Auch in Veröffentlichungen aus Frankreich taucht Nattō erstmals in einem Wörterbuch auf, das 1868 erschienene Dictionnaire japonais-français von Léon Pagés ist eine Übersetzung des japanisch-portugiesischen Wörterbuchs von 1603. 1895 erschien eine deutschsprachige Zusammenfassung eines englischen Artikels von Kikuji Yabe über Nattō in „Die landwirtschaftlichen Versuchsstationen“. Dort wird „eine Art vegetablischen Käses“ vorgestellt, in dem „die stark erweichten Sojabohnen durch eine zähe, fadenziehende Substanz zusammengeklebt“ erscheinen. Eine weitere deutsche Bezeichnung für Nattō wird von Andreas Sprecher von Bernegg im 1929 erschienenen Buch Tropische und subtropische Weltwirtschaftspflanzen; ihre Geschichte, Kultur und volkswirtschaftliche Bedeutung. II. Teil: Ölpflanzen verwendet; dort wird das Gericht als „Buddhistenkäse“ bezeichnet.
Eine erste Erwähnung der Herstellung von Nattō auf amerikanischem Boden stammt aus dem Jahr 1933 von Hawaii, die erste bekannte kommerzielle Nattō-Produktion auf dem amerikanischen Festland fand in Los Angeles statt und ist auf 1964 datiert. 1984 existierten insgesamt sechs Nattō-Hersteller in den USA, drei davon auf Hawaii und jeweils einer in den Bundesstaaten Arkansas, Kalifornien und Massachusetts. Seit 2015 wird Nattō in Polen produziert.

## Wirtschaftliche Bedeutung

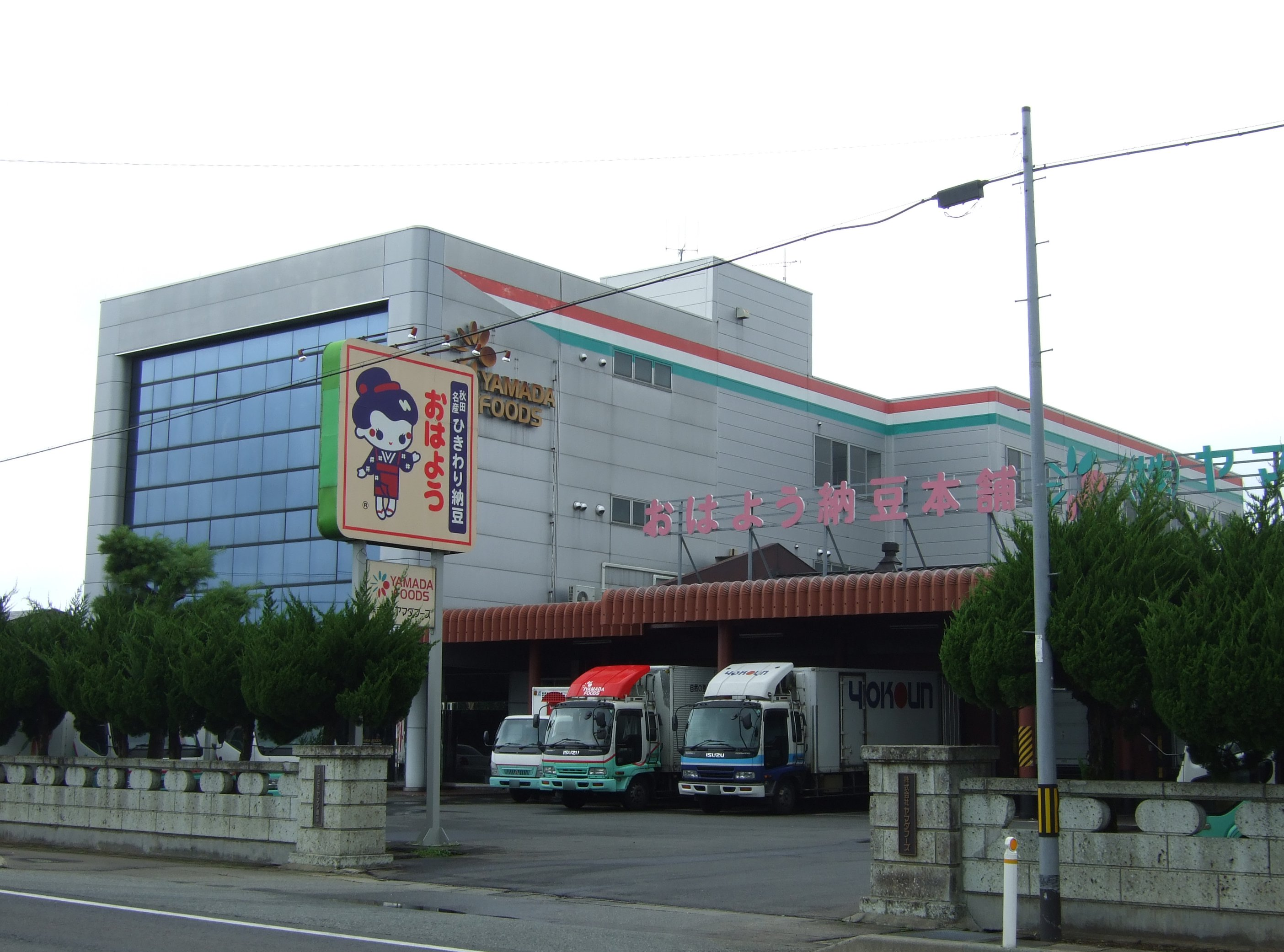
Hauptsitz von Yamada Foods, einem Nattō-Hersteller in Misato, Senboku, Akita, Japan

Der Verkauf von Nattō erzielte in Japan 2005 einen Umsatz von etwa 130,1 Milliarden Yen, für 2010 wurde ein Umsatz von etwa 131,0 Milliarden Yen (ca. 1,2 Milliarden Euro, Stand September 2010) vorhergesagt. Die wichtigsten Produzenten von Nattō sind (Stand 2005, in Klammern Marktanteil in Prozent):
- Takanofoods – 25,6 % (タカノフーズ株式会社, Takanofūzu K.K.)
- Mizkan – 10,8 % (株式会社ミツカン, K.K. Mitsukan)
- Azuma Shokuhin – 9,1 % (あづま食品株式会社, Azuma Shokuhin K.K.)
- Kume Quality Products – 7,0 % (くめ・クオリティ・プロダクツ株式会社, Kume Kuoriti Purodakutsu K.K.)
- Asahimatsu Shokuhin – 5,3 % (旭松食品株式会社, Asahimatsu Shokuhin K.K.)
- Yamada Foods – 4,5 % (株式会社ヤマダフーズ, K.K. Yamada Fūzu)
- Marukin Shokuhin – 4,8 % (マルキン食品株式会社, Marukin Shokuhin K.K.)
- Marumiya – 2,6 % (株式会社丸美屋, K.K. Marumiya).

Alle anderen Hersteller haben einen Gesamtmarktanteil von 31,4 %.
Obwohl einheimische Sojabohnen als am besten für Nattō gelten, wird nur ein geringer Teil der für die Nattō-Produktion verwendeten Sojabohnen in Japan selbst angebaut (Stand 2004: 3,8 %). Die wichtigsten Länder, aus denen speziell für die Nattō-Produktion angebaute Sojabohnen importiert werden, sind die USA, Kanada und China. Insgesamt werden über 400 verschiedene Sorten Sojabohnen für Nattō verwendet, sogar außerhalb Japans werden auf die Bedürfnisse der Nattō-Produktion angepasste Sorten gezüchtet.

## Ähnliche Lebensmittel
Neben Nattō existieren eine Reihe weiterer vergleichbarer Lebensmittel, insbesondere was die in den ostasiatischen Ländern weit verbreitete Haltbarmachung durch Fermentation anbelangt. In Japan findet man neben dem eigentlichen Nattō auch Hamanattō und die aus Kyōto stammende Version Daitokuji-Nattō, die jedoch durch Beimpfung von Sojabohnen mit Kōji (Aspergillus flavus var. oryzae) hergestellt werden. Auch das oft mit Nattō verglichene indonesische Tempeh wird zumeist aus Sojabohnen hergestellt. Hier ist ein Schimmelpilz der Gattung Rhizopus für die Prozesse während der Fermentation verantwortlich. Sowohl das nigerianische Daddawa, das thailändische Thua nao oder das aus Nepal stammende Kinema werden durch Fermentation von Hülsenfrüchten unter Einfluss eines Bakteriums der Gattung Bacillus erzeugt. Im Gegensatz zu Nattō werden diese als Gewürz für Suppen und andere Speisen verwendet.
In Korea gibt es  Cheong-guk-jang (청국장; 淸麴醬) und in Indonesien, Malaysia Tauco, Tauchu, sowie in China Shuidouchi.